# Олтень (Лучієнь, Димбовіца)
Олтень, Олтені (рум. Olteni) — село у повіті Димбовіца в Румунії. Входить до складу комуни Лучієнь.
Село розташоване на відстані 71 км на північний захід від Бухареста, 9 км на південний захід від Тирговіште, 138 км на північний схід від Крайови, 91 км на південь від Брашова.

## Населення
За даними перепису населення 2002 року у селі проживали 524 особи, усі — румуни. Усі жителі села рідною мовою назвали румунську.